# Лемазы (река)
Лемазы́ (баш. МФА: Ләмәҙо файле) — река в Дуванском и Мечетлинском районах Республики Башкортостан. Устье реки находится в 113 км по левому берегу реки Ай, в районе деревни Лемез-Тамак.

## Этимология названия
Название реки Лемазы происходит от словосочетания башкирских слов «Ләм»+«Әҙ», что дословно переводится на русский язык как «Ил»+«Мало» или «Мало»+«Ила». Весной река проявляет свой буйный нрав: в течение одного-двух дней спускает талые воды со всех урочищ и очищает донные отложения. При этом возможно изменение русла реки.

## География и гидрология
Длина реки составляет 22 км.
В районе реки развит конный туризм. По правому берегу реки проходит местная дорога, пересекающая реку через мосты. В одном месте, между дорогой и рекой, есть братская могила красноармейцев (на территории Дуванского района).
Исток реки расположены вблизи хутора Кутрасовка, где она протекает по суходолу, а наполняется русло подходя к селу Лемазы (Дувановка) Дуванского района. От истока к устью в реку впадают левые притоки: Лемазик (после села Лемазы), Отмечаль, Каменный Лог, которые практически высыхают в летнее время.
Река протекает через леса (урочища) (вниз по течению): Сивокаменка, Зайцевка, Булатовка, Чухаревка, Новая Деревня, Лукановка.
Долина реки V-образной формы с крутыми склонами до 40°, по правому берегу заняты сосновым и березовым лесом, по левому редкий березняк и пастбища. Пойма двухсторонняя, шириной до 30 метров. Русло шириной до 3 метров, дно песчано-каменистое, на перекатах гравелистое. Крутые берега сложены суглинками, местами коренные, высотой до 3-х метров. Донные отложения содержат лечебные сапропелевые грязи толщиной до 0,5 метра.
Питание реки дождевое, родниковое и за счет талых вод. Река полностью не промерзает. При весеннем половодье резко меняет направление русла за счет размыва берегов, это особенно сильно видно в нижнем течении реки в пределах деревни Лемез-Тамак Мечетлинского района.
Часть лесных массивов по Лемазе входит в природоохранную зону. Охраняются:
1. Типичные и ценные природные (лесостепные, бореально-лесные, приречные, пещерно-карстовые, болотные) комплексы с большой экологической значимостью.

1. Высокое биоразнообразие, в том числе редкими видами животных (европейский хариус, бобр) и растений (венерин башмачок настоящий, пырей отогнутоостый, володушка многожильчатая и др.).

1. Популяции ресурсных растений (горицвет весенний, жостер, боярышник, крушина и др.).

## Населённые пункты
- Кутрасовка, Лемазы, Трапезниковка Дуванского района
- Лемез-Тамак Мечетлинского района

Ранее на берегу реки находились выселки и хутора Сивокаминский, Ново-Деревенский (иначе: Новая Деревня), Луканинский, Чухаревский, Булатовский, Зайцевка от которых названы урочища Сивокаменка, Зайцевка, Булатовка, Чухаревка, Новая Деревня, Лукановка.

## Хозяйственное использование
Из-за большого содержания известняковых примесей непосредственно из реки вода не используется как питьевое для населения. Вода пригодна для водопоя животных.
В конце XIX и в начале XX века на реке были устроены множество водяных мельниц. В непосредственной близости от башкирской деревни Лемез-Тамак имелось 3 мельницы, кроме этого практически во всех хуторах и выселках в верхнем течение реки, где проживали русские переселенцы, были такие же мельницы. На месте одной из мельниц вблизи деревни Лемез-Тамак в советской период работала местная электростанция (малая ГЭС). В 70-80 годы XX века существовал пруд. Мельницы, ГЭС, пруд служили фактором сдерживания и регулирования весеннего буйства реки.

## Данные водного реестра
По данным государственного водного реестра России относится к Камскому бассейновому округу, водохозяйственный участок реки — Ай от истока и до устья, речной подбассейн реки — Белая. Речной бассейн реки — Кама.
Код объекта в государственном водном реестре — 10010201012111100022549.